# سارا سیندر
سارا سیندر (زاده ۳۱ می ۱۹۷۲) گزارشگر تلویزیون امریکایی است که در سی‌ان‌ان فعالیت دارد.

## سال های ابتدایی زندگی
سیندر که اهل میامی لیکس، فلوریدا است، از پدری آفریقایی-آمریکایی و مادری بریتانیایی به دنیا آمد. او از دبیرستان Hialeah-Miami Lakes و دانشگاه فلوریدا با مدرک مخابرات فارغ التحصیل شد. در دوران دانشجویی در دانشگاه، در تیم والیبال بانوان بازی می‌کرد.

## زندگی حرفه ای
سیندر حرفه گزارشگری روی آنتن خود را در WUFT-TV در گینزویل، فلوریدا آغاز کرد. به دنبال آن دوره‌هایی در KFVS-TV در کیپ ژراردو، میزوری، WINK-TV در فورت مایرز، فلوریدا و KDFW-TV در دالاس را گذراند. او در KDFW به مدت سه سال به عنوان گزارشگر و مجری فعالیت داشت. گزارش سیندر در مورد حادثه شاتل فضایی کلمبیا نقطه عطفی در زندگی حرفه ای او به شمار می رود.  در ژانویه ۲۰۰۴، سیندر به KTVU در اوکلند، کالیفرنیا پیوست، جایی که او به عنوان گوینده فعالیت داشت. او همچنین به عنوان گزارشگر روزهای هفته برای این ایستگاه کار می کرد.
سیندر جوایز روزنامه نگاری زیادی دریافت کرده است. این جوایز شامل یک جوایز امی (منطقه ای)، یک جایزه ستاره تنها و چندین جایزه آسوشیتد پرس است.

## سی‌ان‌ان
در گذشته، سیندر به عنوان یک خبرنگار ملی و بین المللی برای CNN مستقر در لس آنجلس بود. او قبلا در اورشلیم، ابوظبی و دهلی نو مستقر بوده است.
در سی‌ان‌ان، سیندر در مورد طیف وسیعی از موضوعات از جمله جنگ داخلی لیبی در سال ۲۰۱۱، پرتاب اولین کاوشگر ماه بدون خدمه هند و حملات تروریستی بمبئی گزارش داده است.
در ۳۱ می ۲۰۲۰، در جریان پوشش خبری اعتراضات به قتل جورج فلوید توسط درک شووین پلیس امریکایی در مینیاپولیس، مصاحبه زنده خبری با رئیس پلیس شهر، مداریا آرادوندو انجام داد. در این مصاحبه رئیس پلیس شهر در خصوص حضور سه افسر پلیس دیگر در ماجرای قتل جورج فلوید پرده برداشت. 
در ۱۱ اکتبر ۲۰۲۳، سیندر به پخش اطلاعات تایید نشده در مورد قربانیان حادثه کفار عزه که توسط حماس در جنوب اسرائیل انجام شد متهم شد. سخنگوی نخست‌وزیر اسرائیل می‌گوید: او گزارش داده بود که «نوزادان و کودکان نوپا با سرهای بریده در کفارازه در جنوب اسرائیل پس از حملات حماس در کیبوتز در آخر هفته پیدا شدند.» سی‌ان‌ان بعداً گزارش داد که دولت اسرائیل نمی تواند ادعای سر بریدن نوزادان توسط حماس را تأیید کند. جو بایدن، رئیس‌جمهور ایالات متحده در ابتدا ادعا کرد که شواهدی از سر بریدن کودکان توسط حماس دیده است، قبل از اینکه کاخ سفید تصریح کرد که آنها نمی‌توانند تایید کنند که آیا سر بریدن صورت گرفته است یا خیر. سیدنر سپس از طریق حساب شخصی X (توئیتر سابق) بابت انتشار چنین اخبار نادرستی عذرخواهی کرد و ادعا کرد که توسط طرف های دیگر گمراه شده است.